# William Montagu (9e duc de Manchester)
Pour les articles homonymes, voir William Montagu.
William Angus Drogo Montagu (3 mars 1877 - 9 février 1947) est un pair britannique et un homme politique libéral. Il sert comme capitaine des Yeomen de la garde de 1905 à 1907 sous Henry Campbell-Bannerman.

## Jeunesse
Manchester est né le 3 mars 1877 sous le nom de William Angus Drogo Montagu. Il est le fils unique de George Montagu (8e duc de Manchester), et de son épouse Consuelo Yznaga del Valle, une héritière cubano-américaine. Ses sœurs Lady Jacqueline Mary Alva Montagu et Lady Alice Eleanor Louise Montagu, sont toutes deux décédées célibataires.
Ses grands-parents paternels sont William Montagu (7e duc de Manchester) et la comtesse Louisa von Alten. Après la mort de son grand-père en 1890, sa grand-mère se remarie avec Spencer Cavendish (8e duc de Devonshire), et est désignée comme la "double duchesse". Coté maternel il est le petit-fils de Don Antonio Yznaga del Valle et le neveu de Naticia Yznaga (épouse de Sir John Lister-Kaye, 3e baronnet et de Fernando Yznaga (en) (époux de Jennie Smith, sœur d'Alva Smith Vanderbilt Belmont),.
Il fait ses études au Collège d'Eton et au Trinity College, Cambridge.

## Carrière
Il succède à son père dans le duché en 1892 à l'âge de quinze ans et prend son siège sur les bancs libéraux de la Chambre des lords en juin 1902. Lorsque les libéraux arrivent au pouvoir en décembre 1905 avec Henry Campbell-Bannerman, il est nommé capitaine des Yeomen de la garde. Il conserve ce poste jusqu'en avril 1907, et ensuite, n'occupe plus de poste ministériel. Outre sa carrière politique, il est également capitaine dans les Lancashire Fusiliers.

### La faillite

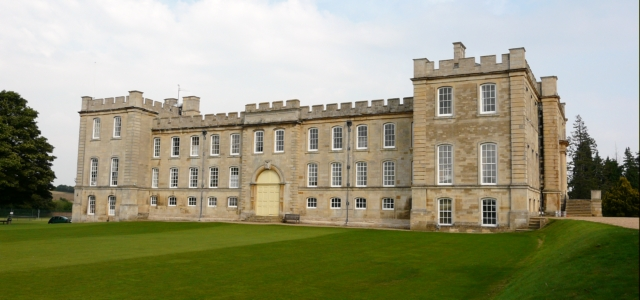
Château de Kimbolton, Huntingdonshire, l'ancien siège des ducs de Manchester

Il est un dépensier notoire, et en raison de ses dépenses excessives ainsi que de celles des deux précédents ducs, la fortune de la famille (déjà faible) est complètement épuisée, aboutissant à la vente des terres de la famille. Il passe une grande partie de sa vie à l'étranger, fuyant les créanciers, cherchant des épouses riches et tentant d'obtenir de l'argent de riches connaissances. Il est peut-être le plus connu aux États-Unis dans l'affaire principale Hamilton c. Drogo, 150 NE 496 (NY 1926), qui concernant la création d'une fiducie au profit du jeune duc.

## Vie privée

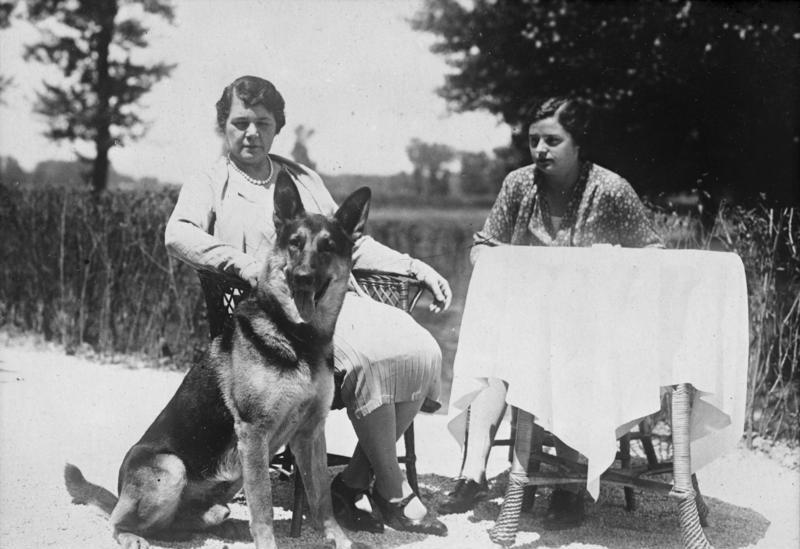
Sa femme et sa fille en 1930

Le 14 novembre 1900, il épouse Helena Zimmerman à Londres. Elle est la fille d'Eugene Zimmerman de Cincinnati, Ohio, président de chemin de fer et actionnaire principal de Standard Oil. Le mariage est secret et sa mère, Consuelo, en est consternée. Ensemble, ils ont quatre enfants: 
- Mary Alice Montagu (1901-1962), qui épouse Fendall Littlepage Gregory en 1949[1].
- Alexander Montagu (10e duc de Manchester)
- Edward Eugene Fernando Montagu (1906–1954 / 1956), qui épouse Norah Macfarlane Potter, fille d'Albert Edward Potter de l'Ontario, Canada en 1929. Ils divorcent en 1937 et il épouse Dorothy Vera Peters en 1937. Ils divorcent en 1947 et il épouse, en troisièmes noces, Martha Mathews Hatton Bowen en 1947. Après sa mort en 1951, il épouse la portraitiste Cora Kellie, la baronne Kelly, en 1952. Son cinquième mariage est avec Roberta Herold Joughlin en 1953
- Ellen Millicent Louise Montagu (1908-1948), mariée à Herman Martin Hofer en 1936. Ils divorcent en 1944 et elle épouse John Norman Shairp en 1945

Le duc et la duchesse de Manchester divorcent en décembre 1931. Le 17 décembre 1931, il se remarie à l'actrice de théâtre Kathleen Dawes, fille de WH Dawes, un directeur de théâtre du West End originaire de Greenwich, Connecticut. Il n'y a pas d'enfants de ce mariage .
Le duc de Manchester est mort à Seaford, Sussex, le 9 février 1947, âgé de 69 ans, et est remplacé dans ses titres par son fils Alexandre. La duchesse douairière de Manchester est décédée le 28 mars 1966 .